# Цангџоу
Цангџоу (沧州) град је Кини у покрајини Хебеј. Према процени из 2009. у граду је живело 587.858 становника.

## Становништво
Према процени, у граду је 2009. живело 587.858 становника.
| 1990.   | 2000.   | 2009    |
| ------- | ------- | ------- |
| 314.842 | 449.675 | 587.858 |